# Smith County, Texas
Smith County är ett administrativt område i delstaten Texas, USA, med 209 714 invånare (2010). Den administrativa huvudorten (county seat) är Tyler. 

## Geografi
Enligt United States Census Bureau har countyt en total area på 2 458 km². 2 404 av den arean är land och 54 km² är vatten.  

### Angränsande countyn
- Wood County - norr
- Upshur County - nordost
- Gregg County - öster
- Rusk County - sydost
- Cherokee County - söder
- Henderson County - sydväst
- Van Zandt County - nordväst